# Rajarhat
Rajarhat (en bengali : রাজারহাট) est une upazila du Bangladesh dans le district de Kurigram. En 2011, on y dénombrait 169 579 habitants.